# Gianfranco Petris
Gianfranco Petris (* 30. August 1936 in Budoia; † 1. Juli 2018 in Trepalle, Livigno) war ein italienischer Fußballspieler, er spielte auf der Position eines Flügelspielers.
Gianfranco Petris wechselte in der Saison 1956/57 zu US Triestina, hier gehörte er auf Anhieb zur Stammformation. Jedoch stieg der Verein am Ende der Saison in die Serie B ab, Petris blieb aber trotzdem bei Triestina. Am Ende der Saison 1957/58 wechselte er aber dann zum AC Florenz, wo er sich sofort in den Stammkader spielen konnte. In Florenz konnte Petris in der Folge große Erfolge feiern. In der Saison 1960/61 gewann Petris mit der Viola sowohl die Coppa Italia, als auch den Europapokal der Pokalsieger. Auch die folgende Spielzeit war sehr erfolgreich, Florenz belegte in der Serie A den ausgezeichneten 3. Platz und man erreichte im Europapokal der Pokalsieger erneut das Finale, wo man jedoch an Atlético Madrid scheiterte. In der Folge spielte Petris bis zur Saison 1964/65 in Florenz, ehe er zum Ligakonkurrenten Lazio Rom wechselte.

## Erfolge
- Europapokal der Pokalsieger: 1 × mit dem AC Florenz (1960/61)
- Coppa Italia: 1 × mit dem AC Florenz (1960/61)
- Torschützenkönig in der Coppa Italia: 2 × (1959/60, 1960/61)